# Réserve naturelle nationale de La Truchère-Ratenelle
La réserve naturelle nationale de La Truchère-Ratenelle (RNN49), est une réserve naturelle nationale située en Bourgogne.
Créée en 1980, elle occupe une superficie de 93 ha (67,8 hectares de zones sableuses et 23,2 hectares pour l’étang Fouget sis à Ratenelle) et se caractérise par la présence de dunes de sable.
C'est l'un des huit sites naturels gérés en Saône-et-Loire par le Conservatoire d'espaces naturels de Bourgogne, avec le site naturel protégé de la Boucherette (Lugny), le sentier de Longepierre, les prairies et le bocage d'Ouroux-sur-Saône, le mont Avril (Jambles, Moroges et Saint-Désert), la lande de La Chaume (Le Creusot), les rochers du Carnaval (Uchon) et la carrière de Rampon (Verzé).
Son intérêt réside dans le fait qu'elle offre une diversité de milieux : « dune » sableuse de surface sur fond imperméable, tourbière basse à sphaignes et droseras, étang permettant le repos voire la nidification d'oiseaux variés.

## Localisation

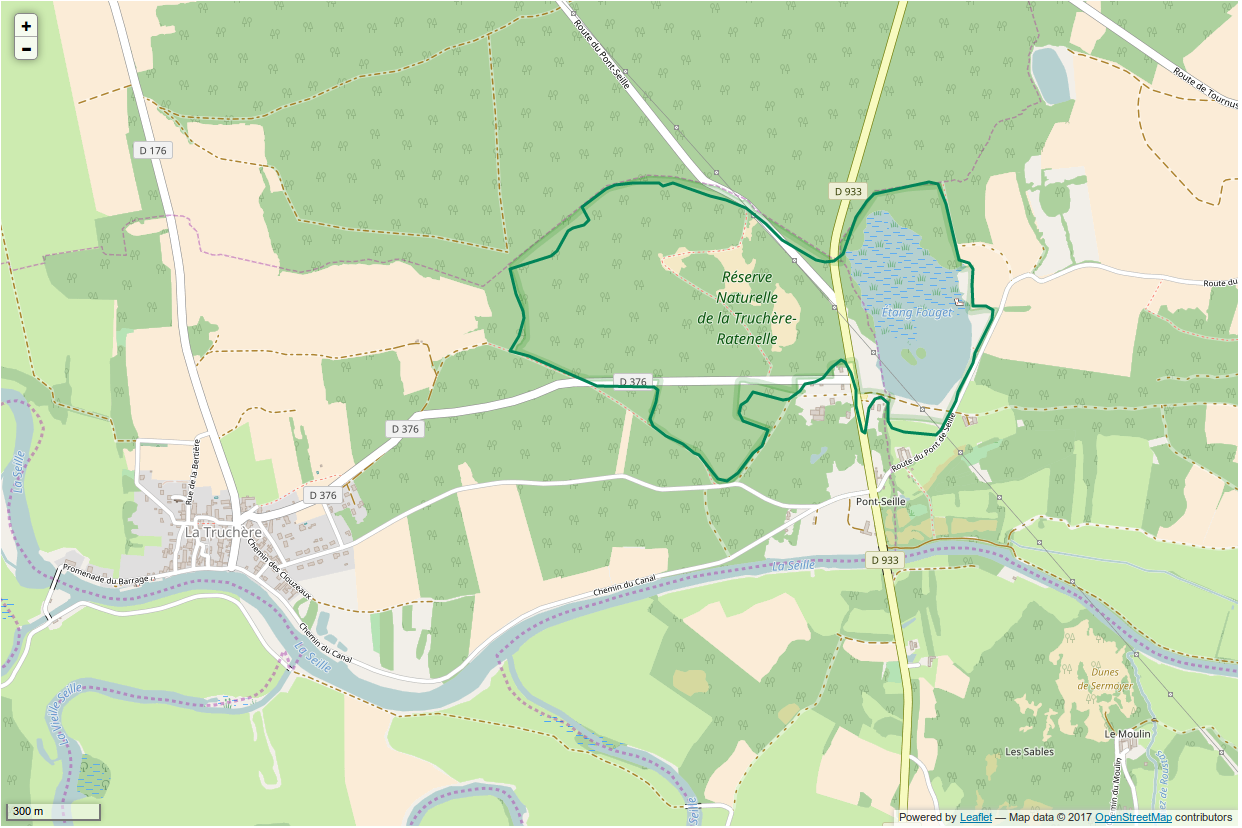
Périmètre de la réserve naturelle.

Le site se situe sur les communes de La Truchère et Ratenelle, non loin de la confluence Saône-Seille, en Bresse et borde la région Rhône-Alpes. Tournus (6 000 habitants), à 8 km au nord-ouest est la localité importante la plus proche ; Mâcon et Bourg-en-Bresse, au sud, sont distantes de 35 et 45 km.

## Histoire
L'étang Fouget est créé au XVe siècle par des moines afin de drainer une région très marécageuse. en 1529 un moulin à eau est construit au sud de l'étang.
En 1969, le ministère des Affaires culturelles et celui de l’Agriculture avaient décidé la réalisation d’un pré-inventaire départemental des richesses naturelles, auquel
les sociétés naturalistes avaient été associées. Le naturaliste Fernand Nicolas avait alors fait inscrire, en urgence numéro une, la basse vallée de la Seille, démarche qui fut à l’origine du décret de classement de la réserve naturelle de La Truchère, paru le 3 décembre 1980 et portant sur un territoire de 93 hectares. Toutefois, ce décret ne donna lieu, sur le terrain, à aucune réalisation concrète. Aussi, en juillet 1985, Fernand Nicolas était-il reçu à Mâcon par Huguette Bouchardeau, ministre de l’Environnement, en présence du préfet de Saône-et-Loire Gérard Cureau, du maire de Mâcon Michel-Antoine Rognard et de trois parlementaires, pour plaider diverses causes, la première étant la suite à donner à la mise en réserve de La Truchère, insistant sur la nécessité d’une rapide mise en valeur des lieux et de la création d’un comité doté de crédits. Peu après, il était encore reçu par le préfet pour préciser la requête. Interventions efficaces puisque, dans les années qui suivirent, le conseil général acheta une maison et y installa un site d’accueil doublé d’un local pour les scientifiques, le conservatoire des sites naturels bourguignons étant, quant à lui, désigné pour gérer et animer le site.

## Écologie (biodiversité, intérêt écopaysager…)
La réserve naturelle s'étend sur plus de 90 ha au nord de Pont-Seille. Elle se caractérise par la présence de dunes de sable formés par le vent il y a 5000 ans à partir des alluvions de la vallée de la Saône. Ces milieux très arides ont une flore très réduite. On trouve aussi sur le site une tourbière boisée, rare à une altitude si basse et un étang,.
Il en résulte 3 écosystèmes variant d'un milieu humide à un sol très sec et des paysages alternant vie et végétation abondantes, à une apparence de désolation comme dans les contrées quasi-désertiques.

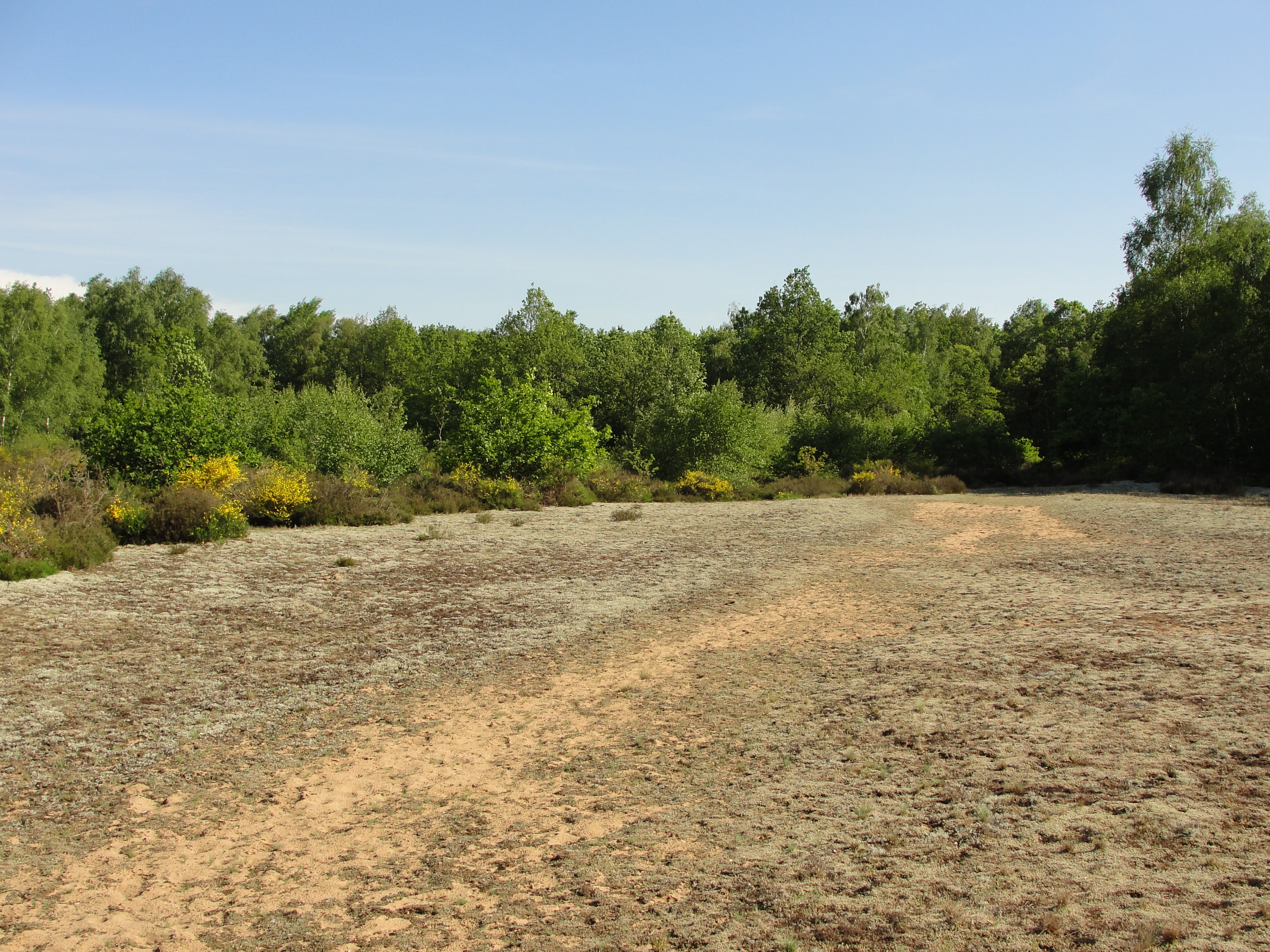
Vue générale de la tourbière.

### Flore
La flore inventoriée comprend 308 espèces végétales dont 12 sont protégées comme les Rossolis à feuilles rondes et intermédiaire dans la tourbière, la Gratiole officinale dans les prairies humides ou l'Hottonie des marais dans les zones d'eau libre.
En bordure de l'Étang Fouget, on trouve le bouleau, les carex, les roseaux et saules ainsi que le Peucédan des marais.
Sur les dunes, on trouve des tapis de mousses, lichens multicolores, landes à buissons de genêt et Callune fausse bruyère. Il y pousse une petite graminée caractéristique de ces milieux : la Canche blanchâtre,.

### Faune

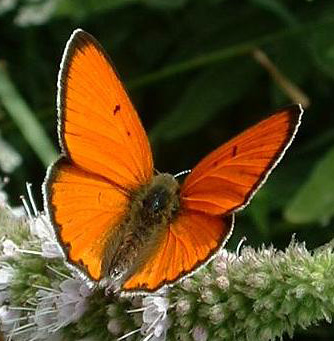
Cuivré des marais.

Les inventaires de l'avifaune ont permis de répertorier plus de 150 espèces d'oiseaux dont plus de la moitié sont  nicheuses. On trouve ainsi la Rousserolle effarvatte, la Locustelle tachetée, le Bruant des roseaux, etc.
La forêt et la tourbière accueillent des espèces liées aux vieux peuplements forestiers comme la Bondrée apivore, la Bécasse des bois ou le Pic noir.
Les insectes et invertébrés sont également bien présent sur le site. On peut citer ainsi les Fourmilions dans les zones sableuses et deux papillons protégés : Le Cuivré des marais et le Damier de la succise.

## Intérêt touristique et pédagogique
Le site propose deux sentiers aux promeneurs : le sentier des dunes et le sentier de l'étang
Des visites des lieux sont régulièrement organisées toute l'année.

## Administration, Plan de gestion, règlement

En 1990, le Conservatoire des Sites Naturels de Bourgogne est nommé gestionnaire de la réserve par le Préfet de Saône et Loire.

### Outils et statut juridique
La réserve a été créée par un décret du 3 décembre 1980,. Ce décret a été modifié le 24 août 2005.